# Расселл (гора, Аляска)
Гора Расселл (англ. Mount Russell) — одна из основных вершин центрального Аляскинского хребта, расположенная приблизительно в 56 км к югу от горы Денали, США. Хотя Расселл ниже Денали и Форакера, гора также достаточно крутая и является сложной для альпинизма. Наивысшая точка находится на уровне 3560 м. Названа Бруксом в 1902 году в честь американского геолога Исраэля Расселла.
Первое восхождение на вершину было совершено в 1962 году группой альпинистов: Хельмутом Рейтелем, Клаусом Эккерлеином, Робертом Гудвином, Питером Хеннингом. Томас Кенслер, Питер Браун, Джон Хаук, Дик Яблоноски и Дэн Осборн осуществили второй подъём в 1972 году. Они продвигались по ныне существующему маршруту Северный Ридж, от ледника Энтна к северо-востоку пика. К 2001 году было совершено только 6 восхождений, хотя существует проложенный маршрут.